# Ізраель Кірцнер
Ізраель Меїр Кірцнер (також Ісроель Меєр Кірзнер [ˈkɜrznər], 13 лютого 1930) — британський і американський економіст Австрійської школи. На даний момент він є найбільш видатним австрійським економістом.

## Раннє життя
Син відомого рабина і талмудиста, Кірцнер народився у Лондоні і дістався до США через Південну Африку.

## Освіта
Після навчання в Університеті Кейптауна, Південна Африка в 1947–1948 роках і за програмою зовнішньої програми Лондонського університету в 1950–51, Кірцнер отримав ступінь бакалавра з відзнакою в Бруклінському коледжі в 1954 році, ступінь МВА в 1955 році і доктора філософії. у 1957 році з Нью-Йоркського університету, де навчався у Людвіга фон Мізеса. Ізраїль Кірцнер — висвячений рабин.

## Економіка

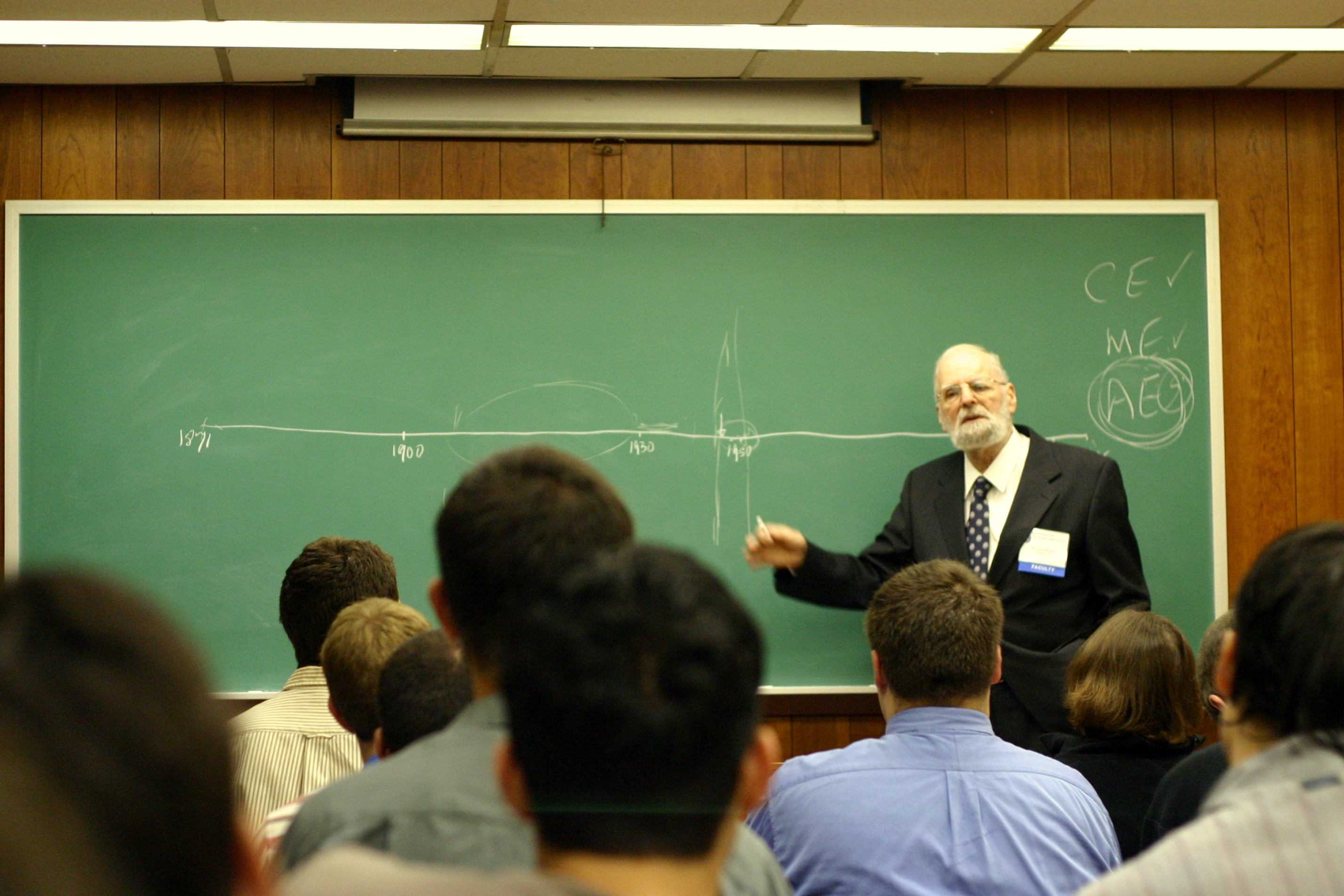
Лекція для Фонду економічної освіти 28 липня 2006 року

Кірцнер є почесним професором економіки Нью-Йоркського університету та провідним авторитетом у галузі мислення та методології Людвіга фон Мізеса в економіці. Дослідження Кірцнера з економіки підприємництва також мають широке визнання. Його книга « Конкуренція і підприємництво» критикує неокласичну теорію за її заклопотаність моделлю досконалої конкуренції, яка нехтує важливою роллю підприємця в економічному житті. Робота Кірцнера, що інтегрує підприємницькі дії в неокласичну економіку, була визнана більш широкою, ніж майже будь-яка інша австрійська ідея кінця двадцятого століття. 
У 2006 році Кірцнер отримав Глобальну премію за дослідження підприємництва «за розвиток економічної теорії, яка підкреслює важливість підприємця для економічного зростання та функціонування капіталістичного процесу». Хоча ідеї Кірцнера дуже вплинули на сферу вивчення підприємництва, його в основному пов’язували з поглядом на відкриття можливостей. Проте, уважне читання робіт Кірцнера дозволило б припустити, що його роботу щодо підприємництва можна розділити на два табори, один з яких зосереджується на відкритті, а інший — на створенні.
Як і Йозеф Шумпетер, роботи Кірцнера можна, можливо, розділити на Кірцнер Марк I і Кірцнер Марк II. Основна робота Кірцнера присвячена економіці знань і підприємництва та етиці ринків. Кірцнер сказав, що він згоден із твердженням Роджера Гаррісона про те, що робота Кірцнера займає золоту середину, на відміну від нещодавньої, більш крайньої позиції деяких економістів австрійської школи, які заперечують релевантність ринкової рівноваги.
Університет Франциско Маррокіна присудив йому ступінь почесного доктора за його внесок в економічну теорію. Почесні докторські ступені Університету Франциско Маррокіна UFM також назвали свій Центр підприємництва Кірцнера на його честь.

## Публікації
Фонд свободи зараз публікує Зібрання творів Ізраїля Кізнера в десяти томах під керівництвом Пітера Боеттке та Фредеріка Соте . Перший том «Економічна точка зору» вийшов у грудні 2009 року, другий том « Теорія ринку та система цін» — у травні 2011 року, а третій — « Есе про капітал» — у червні 2012 року. Вихід четвертого тому « Конкурс і підприємництво» запланований на 2013 рік, що також буде роком 40-річчя видання книги.
Деякі з його праць з економіки включають:
Книги
- Теорія ринку та система цін . Ван Ностранд, 1963.
- Нарис про капітал . А. М. Келлі, 1966.
- Конкуренція та підприємництво . Чикаго, 1973 рік.ISBN 0226437760 .
- Сприйняття, можливості та прибуток: дослідження з теорії підприємництва . Чикаго, 1973 рік.
- Економічна точка зору: нарис історії економічної думки [Архівовано 11 серпня 2014 у Wayback Machine.] . Канзас-Сіті: Шід і Уорд, 1976.
- Відкриття та капіталістичний процес . Видавництво Чиказького університету, 1985.ISBN 0226437779
- Відкриття, капіталізм і розподільна справедливість . Безіл Блеквелл, 1989.
- Значення ринкового процесу . Рутледж, 1992.ISBN 0415137381/ISBN 0415068665 .
- Рушійна сила ринку . Рутледж, 2000.ISBN 0415228239

Статті
- «П'ятдесят років FEE—50 років прогресу в австрійській економіці». Фрімен, Vol. 46, No 5, травень 1996 року. Заархівованоз оригіналу.[Архівовано 9 жовтня 2020 у Archive.is] Доступний повний випуск. [Архівовано 20 жовтня 2017 у Wayback Machine.]
- «Роздуми про спадщину Мізесіану в економіці». Огляд австрійської економіки, вип. 9, No 2, 1996, с. 143–154. doi:10.1007/BF01103334   .ISSN 0889-3047ISSN 0889-3047 [Архівовано 10 грудня 2021 у Wayback Machine.] . S2CID 144925158 .
- «Відкриття підприємництва та процес конкурентного ринку: австрійський підхід». Журнал економічної літератури, вип. 35, No 1, березень 1997 р., с. 60–85. JSTOR 2729693 .
- «Дія людини, 1949: драматичний епізод інтелектуальної історії». Фрімен, Vol. 59, No 7, вересень 2009 р., с. 8–11. Заархівованоз оригіналу.[Архівовано 9 жовтня 2020 у Archive.is] Доступний повний випуск. [Архівовано 11 квітня 2022 у Wayback Machine.]

## Юдейський вчений
Кірцнер також є висвяченим рабином і талмудистом, а також служить рабином конгрегації, яку колись очолював його батько в Брукліні, штат Нью-Йорк . Він є одним із найвідоміших учнів рабіна Ісаака Хутнера, покійного декана єшиви рабина Хаїма Берліна, де він навчався багато років у ті ж роки, коли здобув академічну підготовку. Кірцнер є авторитетом у справах Хатнера і є одним із небагатьох офіційних редакторів усіх джерел, які цитує Хатнер.